# Manuel Adame Misa
Manuel Adame Misa (Sevilla, 1901 - Mèxic, 1945) fou un periodista, sindicalista i polític espanyol. Militant de la Confederació Nacional del Treball (CNT), el 1927 va abandonar l'anarquisme i es va integrar en el Partit Comunista (PCE), on va arribar a ser membre de la direcció sevillana, del Buró Polític i del Comitè Central, sent el fundador del sindicat d'obrers del port de Sevilla. Després del IV Congrés del Partit el 1932, les seves posicions contràries a la Internacional Comunista van acabar amb el seu cessament i posterior expulsió. Després del seu retorn de la Unió Soviètica es va integrar en la Unió General de Treballadors (UGT) i en el Partit Socialista Obrer Espanyol (PSOE), va ser secretari de l'Agrupació Socialista de Sevilla el 1936 i va dirigir la Federación Nacional de Trabajadores de la Tierra (FTT). Va ser escollit compromissari per a l'elecció del President de la República a l'abril de 1936.
Quan es va produir el cop d'estat del 18 de juliol de 1936 es trobava en la pedania de Benamahoma (Grazalema, província de Cadis), on va haver de refugiar-se en la serra davant l'avanç de les tropes revoltades i va crear un grup de resistència. Després va aconseguir arribar a Màlaga on va cooperar en la resistència a les tropes franquistes i més tard a Barcelona on va dirigir l'Agrupació Socialista de Refugiats de Sevilla.
El 1939 va marxar a l'exili en França, fou internat al camp de concentració de Gurs i després marxà a Mèxic, on moriria. Va ser buscat durant i després de la guerra civil per la dictadura franquista per ser dirigent obrer destacat a Sevilla i ser un dels pocs que havia aconseguit evitar la mort. El 1949 encara s'interessava per ell el Tribunal Especial per a la Repressió de la Maçoneria i el Comunisme i la direcció de la Guàrdia Civil, que assenyalava l'interès de les autoritats franquistes sevillanes perquè se li apliqués el bàndol de guerra (execució). El seu expedient va ser sobresegut el 1950 en considerar-lo mort.